# Hoàng Minh Thi
Hoàng Minh Thi (1922-1981) là một Thiếu tướng Quân đội nhân dân Việt Nam, nguyên Tư lệnh Quân khu 4 (1978-1981).

## Tiểu sử tóm tắt
Ông tên thật là Huỳnh Nhất Long; quê xã Đức Thạnh, huyện Mộ Đức, tỉnh Quảng Ngãi.
Ông gia nhập Đảng Cộng sản Đông Dương năm 1945, nhập ngũ tháng 2 năm 1945, thụ phong quân hàm Thiếu tướng tháng 4 năm 1974.
- Tháng 5 năm 1945, ông tham gia du kích Ba Tơ.
- 1945-1955, ông là Chính ủy trung đoàn, Chủ nhiệm Chính trị Đại đoàn 304.
- 1956, ông là Chủ nhiệm Chính trị Sư đoàn 335 thuộc Quân khu Tây Bắc.
- 1958-1965, ông là Cục phó rồi Năm 1959 là Cục trưởng Cục Tuyên huấn thuộc Tổng cục Chính trị.
- 1966, ông là Phó Chính ủy Quân khu 3.
- Tháng 9 năm 1968, ông là Chính ủy Trường Sĩ quan Lục quân 1
- Tháng 11 năm 1971, ông là Phó Chính ủy Mặt trận B5.
- Từ tháng 4 năm 1973 đến năm 1975, ông là Phó Giám đốc Học viện Chính trị, Phó Chính ủy rồi Chính ủy, Bí thư Đảng ủy Quân đoàn 1 tham gia Chiến dịch Hồ Chí Minh.
- 1978-1981, ông là Tư lệnh Quân khu 4.

Ông mất năm 1981 vì một tai nạn máy bay.
Ông là Ủy viên Ban Chấp hành Trung ương Đảng Cộng sản Việt Nam khóa IV.
Ông đã được Nhà nước Việt Nam tặng thưởng 2 Huân chương Quân công hạng nhất và nhiều huân, huy chương khác.